# Survarium
 (octobre 2015).
Si vous disposez d'ouvrages ou d'articles de référence ou si vous connaissez des sites web de qualité traitant du thème abordé ici, merci de compléter l'article en donnant les références utiles à sa vérifiabilité et en les liant à la section « Notes et références ».
Survarium est un jeu de tir multijoueur en vue subjective, gratuit, développé par Vostok Games, prévu en test pour 2013 et en sortie pour 2015.
Le jeu a été annoncé le 25 avril 2012 et sera un free to play. Il est présenté comme un successeur à S.T.A.L.K.E.R. 2, car le jeu se passe après une catastrophe planétaire dans un futur proche, dans le même esprit.
Le 2 avril 2015, le jeu est rendu disponible sur Steam.

## Intrigue
En 2020, une catastrophe écologique se produit dans le monde entier. 90 % de la race humaine disparaît à la suite de cette catastrophe. Elle prend la forme d'une forêt à croissance rapide, qui cherche activement des menaces à sa croissance pour les détruire par la suite. Ces objectifs comprennent les fabricants d'armes, les installations militaires et les laboratoires travaillant sur des méthodes pour arrêter la propagation de la forêt.
Le jeu se déroule en 2026 où des joueurs tentent de survivre et de se défendre contre cette menace dans les villes et les campements détruits. Les joueurs peuvent rejoindre une faction pour avoir accès à des fournitures et des ressources.
La cause de la catastrophe n'est pas connue, mais destinée à être découvert par les joueurs à mesure de leur progression dans le jeu. L'histoire elle-même est destinée à être façonnée par les choix effectuées par les joueurs tout en représentant leurs factions.

## Système de jeu

### Modes
Le jeu se déroule sur plusieurs cartes, avec pour le moment 4 modes : 
- Match à mort par équipe : Deux équipes ayant un certain nombre de points s'affrontent. La mort d'un joueur d'une équipe entraîne la diminution du nombre. L'équipe qui atteint 0 perd la partie.
- Capture : Mode où les joueurs doivent capturer différents objectifs sur la carte pour atteindre le score de 100 %. La première équipe atteignant un score de 100 % remporte la partie.
- Récupération de batterie : Mode classé du jeu, il faut ramener des batteries qui apparaissent aléatoirement sur la carte et les ramener dans son camp pour gagner des points.
- Charge : La différence entre ce mode par rapport au mode Batteries est que les batteries apparaissent dans des stations de charge après une certaine période de temps, marqués sur la carte par une icône.

### Factions
Quatre factions, ayant des spécificités, sont proposées aux joueurs :
- Charognards : apporte une protection contre les anomalies, une gamme de fusils de tireur d'élite, mais ajoute l'inconvénient d'apporter une faible protection pare-balles.
- Colons de la marge : apporte une protection contre les anomalies et permet l'utilisation des artefacts. Toutefois, la mobilité est fortement réduite.
- Marché noir : apporte une grande mobilité ainsi qu'une gamme d'armes de combat rapproché sans apporter une protection contre les anomalies.
- L'armé de la renaissance : apporte une gamme d'armes lourdes et d'armures, mais ne permet pas l'utilisation d'artefacts.

### Cartes
Un total de neuf cartes sont disponibles :
- Rudnya
- Ecole
- Station radar de Vostok
- Usine de produits chimiques
- Fort de Tarakanovsky
- Mamayev Kurgan
- Laboratoire Vector
- Pont de Cologne
- Londres

## Développement

### Musique
La bande son et les effets sonores dans le jeu ont été créés par Vladimir "Dargalon" Savin.